# Scaphium burkillfilii
Scaphium burkillfilii är en malvaväxtart som beskrevs av André Joseph Guillaume Henri Kostermans. Scaphium burkillfilii ingår i släktet Scaphium och familjen malvaväxter. Inga underarter finns listade i Catalogue of Life.